# Soalha

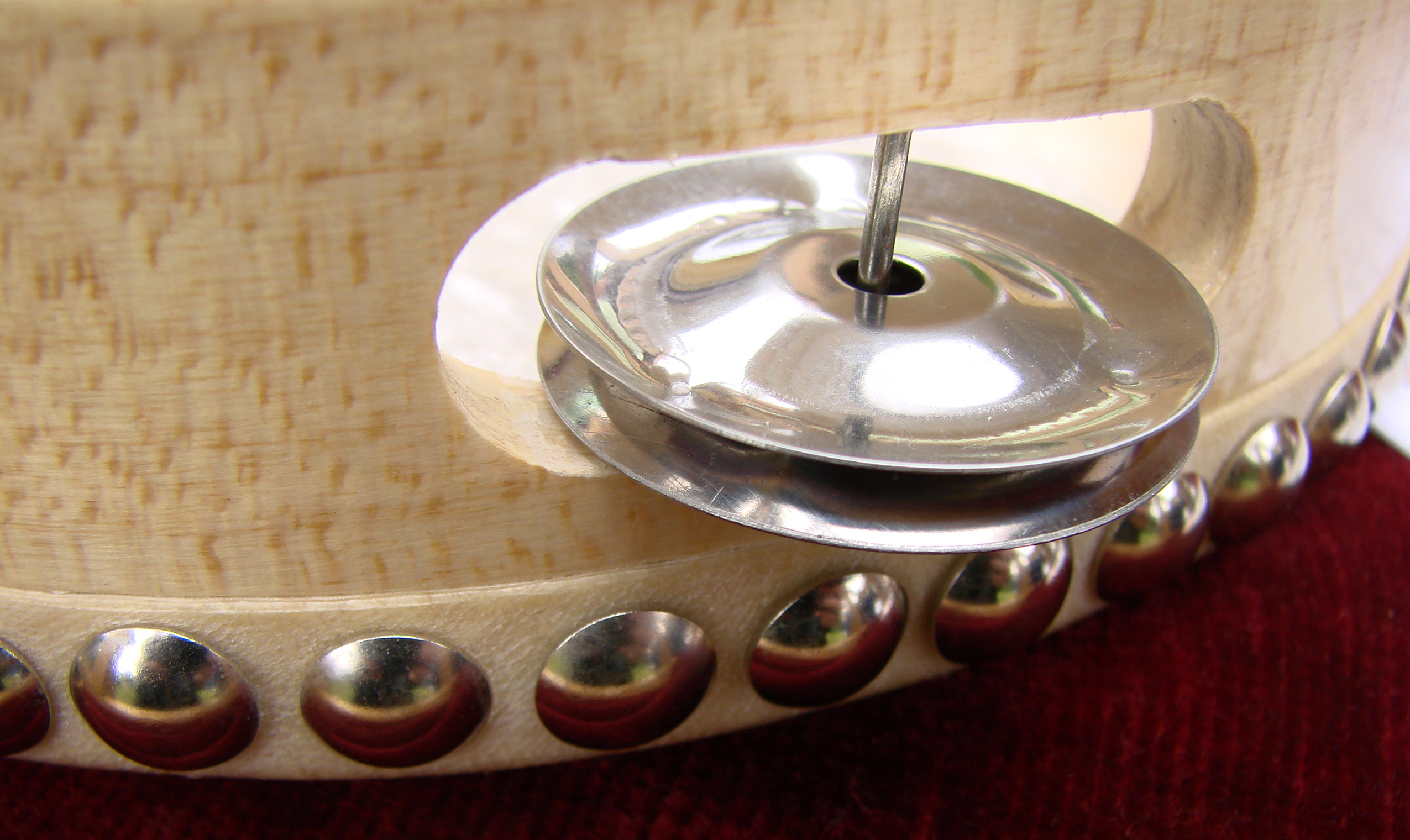
Pormenor de uma pandeireta mostrando um par de soalhas

Soalha é uma rodela metálica usada em vários instrumentos musicais, que produzem som quando são chocadas entre si. As soalhas são quase sempre feitas de metal. Têm a forma de um cone extremamente abaixado, e são usadas aos pares, de modo que as partes côncavas desse cone choquem entre si. As soalhas podem assim serem consideradas como pratos em miniatura. Geralmente são accionadas por agitamento, ou seja, agitando o instrumento que contém as soalhas, estas deslocam-se ao longo de um suporte que as perfura, no vértice do cone. Entre instrumentos que utilizam soalhas pode-se mencionar o pandeiro, a pandeireta, a pandeirola, os jingle sticks, as soalheiras, o sistro, etc.